# Giovanni di Ibelin
Giovanni di Ibelin (1179 – Acri, 1236) è stato signore di Beirut e di Ibelin. Ha svolto un ruolo di primo piano nelle vicende del Regno crociato di Gerusalemme e in quelle della cosiddetta "Guerra dei Lombardi" per il possesso di Cipro.

## Biografia

### Signore di Ibelin
Era figlio di Baliano, signore di Nablus e di Ibelin, e di Maria Comnena, vedova di Amalrico I di Gerusalemme. 
Nel 1198 divenne connestabile di Gerusalemme e il fatto di essere il fratellastro di Isabella, regina di Gerusalemme, gli diede una notevole influenza. A quel tempo era un vassallo di Rodolfo di Saint-Omer, che fu esiliato dal Regno dopo essere stato accusato di aver tentato di assassinare il re Amalrico II: Giovanni tentò di mediare, ma Amalrico non volle fare marcia indietro. Qualche tempo prima del 1205 Giovanni lasciò l'ufficio di connestabile in cambio della signoria di Beirut, che divenne la residenza della famiglia Ibelin per il resto del secolo. Ricostruì la città e il castello, che era stato completamente distrutto durante la campagna di conquista di Saladino nel regno di Gerusalemme, ed edificò anche un ricchissimo palazzo con influenze dell'arte islamica e bizantina. Un ambasciatore tedesco nel 1212, Wilbrand di Oldenburg, scrisse un resoconto dettagliato circa il castello, descrivendo gli affreschi, i mosaici sui pavimenti e una fontana di marmo nel cortile. Il castello era così ben fortificato, che nel 1231-1232 resistette ad un assedio che durò diversi mesi.
Beirut era uno stato indipendente sotto il suo dominio a tutti gli effetti. Nel 1207 Giovanni poté aggiungere ai suoi possedimenti il territorio di Arsuf attraverso il suo matrimonio con Melisenda di Arsuf, divenendo uno dei più ricchi nobili del Regno.
Dal 1205 al 1210 Giovanni servì come reggente a San Giovanni d'Acri, la nuova capitale del Regno di Gerusalemme, in vece di Maria del Monferrato, figlia della regina Isabella. In questo ruolo contribuì a organizzare il matrimonio del figlio di Amalrico II, Ugo I di Cipro, con Alice di Champagne, figlia del predecessore di Amalrico, Enrico II di Champagne. Nel 1210 aiutò anche ad organizzare il matrimonio tra Maria del Monferrato e Giovanni di Brienne, che era stato suggerito dal re Filippo II di Francia.

### La guerra per Cipro

Il Vicino Oriente e gli Stati Crociati nel XIII secolo

Nel 1217 Giovanni, insieme a suo fratello Filippo di Ibelin, fu coinvolto nelle vicende politiche del Regno di Cipro. A quanto pare, i due avevano preso le distanze da Giovanni di Brienne, ma rappresentarono comunque Cipro al concilio di San Giovanni d'Acri, riunitosi per pianificare i preparativi militari della quinta crociata. Quando Ugo morì nel 1218, Filippo divenne reggente per il figlio di Ugo, Enrico I di Cipro, nipote di Filippo. Filippo morì poi nel 1228, e a quel punto Giovanni assunse la stessa carica. Sebbene sia Filippo che Giovanni fossero strettamente legati ad Enrico I, essendo i suoi zii, vennero fortemente osteggiati a Cipro dai sostenitori della famiglia Lusignano, di cui lo stesso Enrico era membro: un altro dei suoi zii, Guido di Lusignano, e suo nonno Amalrico, erano infatti stati i primi due re di Cipro.
Nel 1228, la lotta per il dominio sull'isola e su Gerusalemme crebbe quando l'imperatore Federico II giunse a Cipro nel corso della Sesta Crociata. Federico, che nel 1225 aveva sposato Isabella II, figlia di Giovanni di Brienne, tentò di usare il suo matrimonio per accrescere il suo potere e vi riuscì, proponendo a Giovanni di Ibelin di tornare ad essere signore di Beirut. L'offerta venne rifiutata, ma quando Giovanni fu costretto a confrontarsi con le guardie armate di Federico, durante un banchetto, dovette capitolare e consegnare la reggenza ed il controllo di Cipro all'imperatore svevo.
Dopo che Federico II partì dall'isola nel mese di aprile, le forze di Giovanni sconfissero gli imperiali in una battaglia fuori le mura di Nicosia il 14 luglio 1229, iniziando così la cosiddetta "Guerra dei Lombardi". Federico inviò quindi un esercito nel 1231, guidato dal suo maresciallo Riccardo Filangieri, tentando di riconquistare Cipro e di assediare Beirut, il principale centro di potere di Giovanni, tramite una flotta, riuscendo quasi a prendere la città. Riccardo Filangieri, fu in grado di occupare Tiro e Gerusalemme, ripresa nel 1229 grazie ad un trattato, ma non Beirut e San Giovanni d'Acri, in quel momento la capitale del Regno di Gerusalemme.

### Gli ultimi anni
Ad Acri, i sostenitori di Giovanni di Ibelin dettero vita a un comune, di cui Giovanni stesso venne fatto sindaco quando vi arrivò, nel 1232. Il Comune di Acri fu in grado di supportare la difesa di Beirut dall'assedio, che continuava, ma durante un periodo di assenza di Giovanni, i sostenitori dei Lusignano ne assunsero il controllo. Nel frattempo, il giovane Enrico I di Cipro raggiunse la maggiore età nello stesso anno, e la reggenza di Giovanni non era dunque più necessaria. Quando Enrico salì al trono, sia Giovanni di Ibelin che Riccardo Filangieri accorsero con le loro forze a Cipro: nella battaglia di Agridi, che fu combattuta il 15 giugno 1232, i soldati imperiali vennero battuti e respinti. Enrico divenne re indiscusso di Cipro, e poiché aveva sostenuto gli Ibelin contro i Lusignano, la famiglia di Giovanni rimase influente. 
Il conflitto proseguì, dato che Filangieri manteneva il controllo di Gerusalemme e di Tiro, e che aveva l'appoggio di Boemondo IV d'Antiochia, dei cavalieri Teutonici, dei cavalieri Ospitalieri e dei mercanti pisani. Giovanni, dal canto suo, veniva invece sostenuto dai suoi nobili a Cipro e nei suoi possedimenti sulla terraferma, a Beirut, Cesarea e Arsuf, così come dai cavalieri Templari e dalla comunità mercantile genovese. Nessuna delle due parti riuscì a fare progressi nel conflitto e, nel 1234, papa Gregorio IX scomunicò Giovanni e i suoi sostenitori. La scomunica venne in parte revocata nel 1235, ma non venne conclusa alcuna tregua.
Nell'ultimo anno della sua vita, Giovanni di Ibelin, come molti altri anziani baroni, entrò nell'ordine dei Templari, in modo da morire da cavaliere. La sua famiglia provò ad opporsi a tale decisione, ma Giovanni insistette; venne onorato poi con un funerale in grande a San Giovanni d'Acri, nel 1236.

## Famiglia
Giovanni si sposò due volte.
La sua prima moglie, nel 1201/1202, fu Helvis di Nephin. Poco si sa del matrimonio, tranne che la coppia ebbe cinque figli, tutti morti prima di Helvis, la quale morì poco dopo di loro.
Nel 1207, Giovanni sposò Melisenda, signora di Arsuf, con la quale ebbe cinque figli e una figlia:
- Baliano di Beirut (morto nel 1247), che gli succedette come Signore di Beirut e fu padre di Giovanni II di Beirut
- Giovanni di Arsuf (1211-1258), signore di Arsuf e connestabile di Gerusalemme, padre di Baliano di Arsuf (1239-1277)
- Ugo di Ibelin (morto nel 1238)
- Baldovino di Ibelin (morto nel 1266)
- Guido di Ibelin, connestabile di Cipro
- Isabella, che divenne monaca

### Fonti
- (LA, EN)  Guglielmo di Tiro, Historia rerum in partibus transmarinis gestarum. A History of Deeds Done Beyond the Sea, edd. Emily Atwater Babock and A. C. Krey, Columbia University Press 1943

### Studi
- (FR) René Grousset, 1095-1130 L'anarchie musulmane, in Histoire des croisades et du royaume franc de Jérusalem, Vol. I, Parigi, Perrin, 2006  [1934], ISBN 2-262-02548-7.
- (FR) René Grousset, 1131-1187 L'équilibre, in Histoire des croisades et du royaume franc de Jérusalem, Vol. II, Parigi, Perrin, 2006  [1935], ISBN 2-262-02568-1.
- J.L. La Monte, John of Ibelin. The Old Lord of Beirut, 1177-1236, in "Byzantion", XII, 1947.
- (EN) Steven Runciman, The Kingdom of Jerusalem and the Frankish East, 1100-1187, in A history of the Crusades, vol. II, Cambridge, Cambridge University Press, 1952; (traduzione italiana di E. Bianchi, A. Comba, F. Comba, in due volumi: Storia delle Crociate, Torino, Einaudi, 2005. ISBN 978-88-06-17481-1), ISBN 978-0-521-06162-9.
- Jonathan Riley-Smith, The Feudal Nobility and the Kingdom of Jerusalem, 1174-1277, MacMillan Press, 1973.
- Joshua Prawer, Crusader Nobility and the Feudal System, in "Crusader institutions", Clarendon Press, Oxford 1980, pp. 20-45.
- Amin Maalouf, Le crociate viste dagli arabi, (titolo originale: Les croisades vues par les Arabes, Parigi, Jean Claude Lattes, 1983, ISBN 978-2-290-11916-7), Torino, Società Editrice Internazionale, 2001,  pp. 138-9 (nell'edizione francese), ISBN 978-88-05-05900-3.
- Kenneth Setton, A History of the Crusades, University of Wisconsin Press 1985. pp. 142–143. ISBN 978-0-299-09144-6.
- Edbury, Peter W., John of Ibelin and the Kingdom of Jerusalem, Boydell Press, 1997, ISBN 0-85115-703-3.
- Jaroslav Folda, Crusader Art in the Holy Land, Cambridge University Press, 2005. ISBN 978-0-521-83583-1.
- (FR) Abdel Rahman Nehmé, Figures féminines de la noblesse des croisades, in Louis Pouzet e Louis Boisset (a cura di), Chrétiens et Musulmans au temps des croisades, entre l’affrontement et la rencontre, Beirut, Presse de l’Université Saint-Joseph, 2007,  pp. 73-91, ISBN 9953-455-73-2.